# Дикий, Владимир Данилович
Владимир Данилович Дикий (19 августа 1937, хутор Шевченко — 10 июня 2023, Шахты) ― советский и российский художник. Заслуженный художник Российской Федерации (2008). Почётный гражданин города Шахты (2011).

## Биография
Родился 19 августа 1937 года в хуторе Шевченко, ныне Павловского района Краснодарского края. В 1963 году завершил обучение в художественном училище им. М. Б. Грекова в Ростове-на-Дону, окончил живописное отделение. В 1971 году завершил обучение во Львовском полиграфическом институте им. И. Фёдорова, получил специальность станковая графика и дизайн печатной продукции.
В годы Советской власти Владимир Дикий неоднократно участвовал в творческих акварельных командировках в составе групп по стране. Посетил Карелию, Архангельскую область, Белоруссию, Среднюю Азию, Молдавию, Сахалин, Камчатку, Дальний Восток, по Амуру, Таймыр и многие другие места. Был и в зарубежных творческих выездах: Германии, на Кубе, Вьетнаме, Сингапуре, Египте. В своих работах отображал пейзажи и самобытность населения тех живописных мест.
На протяжении 14 лет работал главным художником города Шахты Ростовской области. Является автором монументальных произведений: мозаики на здании института повышения квалификации, сграффито на здании школы № 3. Автор и исполнитель интерьеров кинотеатров Аврора, Октябрь, Родина, участвовал в оформлении драматического театра «Пласт». Является одним из исполнителей трёх мемориалов в городе Шахты: в парке культуры и отдыха, мемориал на шахте Красина и площади Солдата.
Художник инициировал создание художественного фонда и творческой мастерской, а также выставочного зала в городе Шахты. Профессор кафедры «Модулирования, конструирования и дизайна» института сферы обслуживания и предпринимательства ДГТУ.
С 1973 года является членом Союза художников СССР. В 2011 году решением органов власти города Шахты ему было присвоено звание «Почётный гражданин города».
Проживал и работал в городе Шахты Ростовской области.
Скончался 10 июня 2023 года.

## Награды и звания
- Медаль ордена «За заслуги перед Отечеством» II степени (19 декабря 2012),
- Медаль В ознаменование 100-летия со дня рождения Владимира Ильича Ленина
- Заслуженный художник Российской Федерации (2008)
- Золотая медаль Союза художников России (2012).
- другими медалями
- Почётный гражданин города Шахты Ростовской области (2011).